# 富山藩
富山藩（日语：／ Toyama han */?）是日本江戶時代存在的藩領。位於越中國一帶，是加賀藩的支藩，石高收入7萬。藩廳位於富山城（富山縣富山市）。

## 藩史
1639年（寬永16年），第二代藩主前田利常隱居，次男利次獲富山10萬石，三男利治獲大聖寺7萬石。在立藩早期，資金不足，未能增築富山城，需要向加賀藩借領，直到1661年（寬文元年）才正式入主富山城。
藩內以藥業、漁業、種蚕以及造紙為主。當中以製藥業最為發達，前田正甫對藥物有興趣，積極發展藥業。

## 歷代藩主
1. 前田利次
2. 前田正甫
3. 前田利興
4. 前田利隆
5. 前田利幸
6. 前田利與
7. 前田利久
8. 前田利謙
9. 前田利幹
10. 前田利保
11. 前田利友
12. 前田利聲
13. 前田利同